# NGC 2547
NGC 2547 في الفهرس العام الجديد، هو عنقود نجمي، يقع في كوكبة الشراع. اكتشف في عام 1751 بواسطة نيكولاس لويس دو لكيل .العنقود النجمي صغير ويبلغ عمره 20-30 مليون سنة.
أظهرت المشاهدات باستخدام تلسكوب سبيتزر الفضائي سحابة غلافية حول نجم من التصنيف B3 III / IV وهو النجم HD 68478. قد يكون هذا علامة على فقدان هذا النجم كتلة مؤخرًا .
أظهرت دراسة باستخدام بيانات Gaia DR2 أن العنقود النجمي NGC 2547 تشكل منذ حوالي 30 مليون سنة مع مجموعة نجمية مكتشفة جديدة تسمى [BBJ2018] 6. يمتلك العنقود النجمي NGC 2547 عمرًا مشابهًا مقارنةً بالعنقود النجمي Trumpler 10 و NGC 2451B و Collinder 135 و Collinder 140. وقد اقترح أن كل هذه العناقيد تشكلت في حدث واحد من تشكيل النجوم المثير.
يُظهر العنقود النجمي NGC 2547 دليلاً على حدوث فصل بين النجوم وصولاً إلى 3 كتلة شمسيةM☉ 

## أعضاء العنقود مع أقراص الحطام
أظهرت المشاهدات باستخدام تلسكوب سبيتزر الفضائي أن 1٪ من النجوم في NGC 2547 لديها فائض من الأشعة تحت الحمراء عند طول موجة 8.0 ميكرومتر و 30-45٪ من النجوم من التصنيف B إلى F لديها فائض من الأشعة تحت الحمراء بطول موجة 24 ميكرومتر.
يقع النظام 2MASS J08090250-4858172 ، المسمى أيضًا ID8 في العنقود NGC 2547 وأظهر سطوعًا كبيرًا لقرص الحطام بطول موجة يتراوح بين 3 إلى 5 ميكرومتر ، متبوعًا بتآكل على مدار عام. تم تفسير هذا على أنه تأثير عنيف على جسم كوكبي في هذا النظام.
يحتوي NGC 2547 على تسعة أقزام حمر من التصنيف M مع فائض من الاشعة بطول موجة 24 ميكرومتر. يمكن أن تكون هذه أقراص حطام ويمكن للمادة أن تدور بالقرب من خط الثلج لهذه النجوم ، مما يشير إلى أن تشكل الكواكب جاري في هذه الأنظمة.
. في وقت لاحق تم اقتراح أن هذه الأقزام M قد تحتوي على أقراص بيتر بان. 2MASS 08093547-4913033 ، وهو أحد الأقزام M مع قرص حطام في NGC 2547 لوحظ باستخدام مطياف شبيتزر للاشعة تحت الحمراء . في هذا النظام تم أول اكتشاف للسيليكات من قرص حطام حول نجم من نوع التصنيف M.

## معرض الصور
- اصطدام كويكب - بناء كواكب بالقرب من النجم NGC 2547 - ID8 (تصور الفنان)
- بيان سطوع الأشعة تحت الحمراء بمرور الوقت تشير إلى اصطدام كويكبات بالقرب من النجم NGC 2547-0 ID8 (2012-2013)
- تكبير الصورة في العنقود النجمي المفتوح NGC 2547 (بدقة HD)
- تسلسل عموم في العنقود النجمي المفتوح NGC 2547 (بدقة عالية)
- صورة الأشعة تحت الحمراء لـ NGC 2547 مأخوذة بواسطة تلسكوب سبيتزر الفضائي. أسفل المركز HD 68478 ويمكن رؤية الغلاف المحيط بهذا النجم.
- مشهد واسع النطاق لـ NGC 2547 ، تم إنشاؤه من صورة  DSS2.

## روابط خارجية
- NGC 2547 على موقع ويكي سكاي: DSS2, SDSS, GALEX, IRAS, Hydrogen α, X-Ray, Astrophoto, Sky Map, Articles and images